# Kemijärvi
Kemijärvi este o comună din Finlanda.